# Episodi di Robert Montgomery Presents (sesta stagione)
La sesta stagione della serie televisiva Robert Montgomery Presents è andata in onda negli Stati Uniti dal 20 settembre 1954 al 5 settembre 1955 sulla NBC.
| nº | Titolo originale                    | Prima TV USA      |
| -- | ----------------------------------- | ----------------- |
| 1  | Diary                               | 20 settembre 1954 |
| 2  | A Dream of Summer                   | 27 settembre 1954 |
| 3  | Two Wise Women                      | 4 ottobre 1954    |
| 4  | Autumn Crocus                       | 11 ottobre 1954   |
| 5  | Foreign Affair                      | 18 ottobre 1954   |
| 6  | Remote                              | 25 ottobre 1954   |
| 7  | The Gentleman                       | 1º novembre 1954  |
| 8  | The Hunchback of Notre Dame: Part 1 | 8 novembre 1954   |
| 9  | The Hunchback of Notre Dame: Part 2 | 15 novembre 1954  |
| 10 | Homecoming                          | 22 novembre 1954  |
| 11 | Judith                              | 29 novembre 1954  |
| 12 | Dr. Ed                              | 6 dicembre 1954   |
| 13 | End of a Mission                    | 13 dicembre 1954  |
| 14 | David Copperfield: Part 1           | 20 dicembre 1954  |
| 15 | David Copperfield: Part 2           | 27 dicembre 1954  |
| 16 | Death and the Sky Above             | 3 gennaio 1955    |
| 17 | A Night for Dreaming                | 10 gennaio 1955   |
| 18 | The Cypress Tree                    | 17 gennaio 1955   |
| 19 | Joe's Boy                           | 24 gennaio 1955   |
| 20 | Deadline                            | 31 gennaio 1955   |
| 21 | The Lost Weekend                    | 7 febbraio 1955   |
| 22 | The Breaking Point                  | 14 febbraio 1955  |
| 23 | Coming of Age                       | 21 febbraio 1955  |
| 24 | It Depends on You                   | 28 febbraio 1955  |
| 25 | A Matter of Dignity                 | 7 marzo 1955      |
| 26 | A Stone for His Son                 | 14 marzo 1955     |
| 27 | N.Y. to L.A.                        | 21 marzo 1955     |
| 28 | The Iron Cobweb                     | 28 marzo 1955     |
| 29 | The Tender Leaves of Hope           | 4 aprile 1955     |
| 30 | P.J. Martin and Son                 | 18 aprile 1955    |
| 31 | The Tall Dark Man                   | 25 aprile 1955    |
| 32 | Bella Fleace Gave a Party           | 2 maggio 1955     |
| 33 | The Great Gatsby                    | 9 maggio 1955     |
| 34 | The Cage                            | 16 maggio 1955    |
| 35 | The Drifter                         | 23 maggio 1955    |
| 36 | Now or Never                        | 30 maggio 1955    |
| 37 | The Killer                          | 6 giugno 1955     |
| 38 | Second Chance                       | 13 giugno 1955    |
| 39 | There's No Need to Shout            | 20 giugno 1955    |
| 40 | Towhead                             | 27 giugno 1955    |
| 41 | The Fourth of luglio                | 4 luglio 1955     |
| 42 | The Paper Hero                      | 11 luglio 1955    |
| 43 | The Diamond Curtain                 | 18 luglio 1955    |
| 44 | Decision by Morning                 | 25 luglio 1955    |
| 45 | A Slightly Important Man            | 1º agosto 1955    |
| 46 | Uncle Snowball                      | 8 agosto 1955     |
| 47 | Late Love                           | 15 agosto 1955    |
| 48 | Rosie                               | 22 agosto 1955    |
| 49 | The Return of Johnny Burro          | 29 agosto 1955    |
| 50 | My Dear Emily                       | 5 settembre 1955  |

## Diary
- Diretto da:
- Scritto da:

### Trama
- Interpreti: Robert Montgomery (se stesso - presentatore), John Cassavetes, William Langford, William A. Lee, Abby Lewis, Arthur O'Connell, Wallace Rooney, Janice Rule, William Smithers

## A Dream of Summer
- Diretto da:
- Scritto da:

### Trama
- Interpreti: Robert Montgomery (se stesso - presentatore), Jackie Cooper, Fredd Wayne

## Two Wise Women
- Diretto da:
- Scritto da:

### Trama
- Interpreti: Robert Montgomery (se stesso - presentatore), Joan Banks, Carl Betz, Ward Costello, Robin Craven, Signe Hasso, Doreen Lang, Paul McGrath

## Autumn Crocus
- Diretto da:
- Scritto da:

### Trama
- Interpreti: Robert Montgomery (se stesso - presentatore), Julie Haydon, Betty Sinclair, George Voskovec

## Foreign Affair
- Diretto da:
- Scritto da:

### Trama
- Interpreti: Robert Montgomery (se stesso - presentatore), Katharine Bard (Phoebe Frost), Steve Cochran (capitano John Pringle), Signe Hasso (Erika von Schluetow), Brian G. Hutton (soldato Mike), Donald McKee (colonnello Rufus J. Plummer), James Mishler (secondo M.P.), Morgan Sterne (primo M.P.), Peter von Zerneck (Hans Otto Birgel), Robert Wark (tenente Hornby)

## Remote
- Diretto da:
- Scritto da:

### Trama
- Interpreti: Robert Montgomery (se stesso - presentatore), Edward Andrews, Ellen Cobb-Hill, E.G. Marshall, Frank Schofield

## The Gentleman
- Diretto da:
- Scritto da:

### Trama
- Interpreti: Robert Montgomery (se stesso - presentatore), George Chandler, Lauren Gilbert, J. Pat O'Malley, Joan Wetmore, Donald Woods

## The Hunchback of Notre Dame: Part 1
- Diretto da:
- Scritto da:

### Trama
- Interpreti: Robert Montgomery (se stesso - presentatore), Tom Duggan, Robert Ellenstein (Quasimodo), Bramwell Fletcher (Frolio), Scott Forbes, Hurd Hatfield, David Lewis, Celia Lipton (Esmerelda), Ronald Long, James Millhollin, Mary Sinclair, Frederick Worlock

## The Hunchback of Notre Dame: Part 2
- Diretto da:
- Scritto da:

### Trama
- Interpreti: Robert Montgomery (se stesso - presentatore), Tom Dugan, Robert Ellenstein (Quasimodo), Bramwell Fletcher (Frolio), Scott Forbes, Hurd Hatfield, Celia Lipton (Esmerelda), Ronald Long, Mary Sinclair, Frederick Worlock

## Homecoming
- Diretto da:
- Scritto da:

### Trama
- Interpreti: Robert Montgomery (se stesso - presentatore), Patricia Breslin, June Dayton (Irene Wyzinsky), Kenneth Konopka (Paul Wyzinsky), John Lupton (John Lupton), Don Taylor (Mark Pine), Joanne Woodward (Elsie)

## Judith
- Diretto da:
- Scritto da:

### Trama
- Interpreti: Robert Montgomery (se stesso - presentatore), Tom Duggan, Scott Forbes, John Moore, Margaret Phillips (Judith Leeward)

## Dr. Ed
- Diretto da:
- Scritto da:

### Trama
- Interpreti: Robert Montgomery (se stesso - presentatore), Lucie Lancaster, Walter Matthau

## End of a Mission
- Diretto da:
- Scritto da:

### Trama
- Interpreti: Robert Montgomery (se stesso - presentatore), Edward Andrews, Joan Elan, Maureen Hurley, Bill Johnstone, Hanna Landy, Lin McCarthy, Leslie Nielsen, Lilia Skala (Belgian), Paul Stevens, Anatol Winogradoff

## David Copperfield: Part 1
- Diretto da:
- Scritto da:

### Trama
- Interpreti: Robert Montgomery (se stesso - presentatore), Josephine Brown (Mrs. Crupp), Ralph Bunker (Mr. Wickfield), David Cole (David Copperfield), Isobel Elsom (Mrs. Micawber), Cavada Humphrey (Jane Murdstone), Carolyn Lee (Dora), Sarah Marshall (Agnes Wickfield), Earl Montgomery (Uriah Heep), J. Pat O'Malley (Mr. Micawber), Ethel Owen (Zia Betsey), Frederick Worlock (Mr. Spenlow)

## David Copperfield: Part 2
- Diretto da:
- Scritto da:

### Trama
- Interpreti: Robert Montgomery (se stesso - presentatore), Josephine Brown (Mrs. Crupp), Ralph Bunker (Mr. Wickfield), David Cole (David Copperfield), Isobel Elsom (Mrs. Micawber), Cavada Humphrey (Jane Murdstone), Carolyn Lee (Dora), Sarah Marshall (Agnes Wickfield), Earl Montgomery (Uriah Heep), J. Pat O'Malley (Mr. Micawber), Ethel Owen (Zia Betsey), Frederick Worlock (Mr. Spenlow)

## Death and the Sky Above
- Diretto da:
- Scritto da:

### Trama
- Interpreti: Robert Montgomery (se stesso - presentatore), Staats Cotsworth, Nancy Guild, Jeffrey Lynn, Gale Page

## A Night for Dreaming
- Diretto da:
- Scritto da:

### Trama
- Interpreti: Robert Montgomery (se stesso - presentatore), Larry Gates, Carol Gustafson, Dean Harens, Frank Schofield, Inger Stevens, Midge Ware

## The Cypress Tree
- Diretto da:
- Scritto da:

### Trama
- Interpreti: Robert Montgomery (se stesso - presentatore), Katherine Squire, Dorothy Stickney, June Walker

## Joe's Boy
- Diretto da:
- Scritto da:

### Trama
- Interpreti: Robert Montgomery (se stesso - presentatore), Helen Auerbach, Lee Bergere, James Dunn, Loretta Leversee, Jo Van Fleet

## Deadline
- Diretto da:
- Scritto da:

### Trama
- Interpreti: Robert Montgomery (se stesso - presentatore), Peggy Ann Garner, Dorrit Kelton, Robert Webber

## The Lost Weekend
- Diretto da:
- Scritto da:

### Trama
- Interpreti: Robert Montgomery (se stesso - presentatore), Edward Andrews (Birnam's Friend), Leora Dana (Birnam's Girlfriend), Walter Matthau (The Bartender)

## The Breaking Point
- Diretto da:
- Scritto da:

### Trama
- Interpreti: Robert Montgomery (se stesso - presentatore), Geoffrey Horne, Barry Jones

## Coming of Age
- Diretto da:
- Scritto da:

### Trama
- Interpreti: Robert Montgomery (se stesso - presentatore), Lee Bowman (Terry Ballard), Ralph Bunker, Jan Miner (Janet Ballard), Nomi Mitty, Robin Morgan, Joseph Sweeney

## It Depends on You
- Diretto da:
- Scritto da:

### Trama
- Interpreti: Robert Montgomery (se stesso - presentatore), Jackie Cooper, Bramwell Fletcher, Lee Remick

## A Matter of Dignity
- Diretto da:
- Scritto da:

### Trama
- Interpreti: Robert Montgomery (se stesso - presentatore), Mason Adams (Mr. Watkins), John Cheever (Mr. Blake), June Dayton (Lila Blake), Anne Seymour (Mrs. Compton), Barbara Townsend (Miss Fiske), Elizabeth York (Ruth Dent)

## A Stone for His Son
- Diretto da:
- Scritto da:

### Trama
- Interpreti: Robert Montgomery (se stesso - presentatore), Ed Latimer (Justice of the Peace), Bill Mason (Trapper), Walter Matthau, Lin McCarthy, Gale Page, Jo Rabb (Perrie), Anne Seymour (Meta Logan)

## N.Y. to L.A.
- Diretto da:
- Scritto da:

### Trama
- Interpreti: Robert Montgomery (se stesso - presentatore), Edward Binns (Dan Thompson), Loretta Daye (Sally Ingells), Charles Drake (Johnny Bond), Pamela Rivers (Joan Winters)

## The Iron Cobweb
- Diretto da:
- Scritto da:

### Trama
- Interpreti: Robert Montgomery (se stesso - presentatore), Mildred Baker (Constance), Larry Biggio (Jeep), Geraldine Fitzgerald (Elizabeth), David Lewis (Steve), Betty Low (Noreen), Hugh Reilly (Oliver), Polly Rowles (Lucy), Judy Sanford (Mary)

## The Tender Leaves of Hope
- Diretto da:
- Scritto da:

### Trama
- Interpreti: Robert Montgomery (se stesso - presentatore), Doris Dalton (Marian), Harrison Dowd (Mr. Sproule), Robert Goodier (dottor Haskell), Joy Hodges (Miss Whittlesley), Raymond Massey (dottor Clark Evans), Viola Roache (Miss Kelsey), Norman Rose (dottor Archer), Anne Seymour (Linda Evans)

## P.J. Martin and Son
- Diretto da:
- Scritto da:

### Trama
- Interpreti: Robert Montgomery (se stesso - presentatore), Edna Best (Pauline Martin), Philippa Bevans (Sarah Stark), Raymond Bramley (Mike Stark), Bill Erwin (Jens Nelson), Lori March (Emily), Lin McCarthy (David Martin), Jack Mullaney (Tommy Martin), Gloria Stroock (Joan Martin)

## The Tall Dark Man
- Diretto da:
- Scritto da:

### Trama
- Interpreti: Robert Montgomery (se stesso - presentatore), Denise Alexander (Jeannie), Janet Alexander (Katherine), Val Avery (The Tall Dark Man), Anita Bayless (Miss Appleby), Al Checco (Smith), Charles Gaines (Mr. Mulligan), Mary Jackson (Mrs. Gross), Joseph Latham (Mr. Grayson), Robin Morgan (Sarah Gross), Rosemary Murphy (Miss Milford), Truman Smith (Rowland Rath), Margaretta Warwick (Miss Everett), Ben Yaffee (Mr. Gross)

## Bella Fleace Gave a Party
- Diretto da:
- Scritto da:

### Trama
- Interpreti: Robert Montgomery (se stesso - presentatore), Fay Bainter (Bella Fleace), Philippa Bevans, Ralph Bunker, Cecil Clovelly, Harrison Dowd, Marjorie Eaton, Beulah Garrick, Ronald Long, John McLiam, J. Pat O'Malley (Riley), Chet Stratton, Frederick Worlock

## The Great Gatsby
- Diretto da:
- Scritto da:

### Trama
- Interpreti: Robert Montgomery (se stesso - presentatore / Jay Gatsby), Lee Bowman (Nick Carraway), Phyllis Kirk (Daisy Buchanan), John Newland (Tom Buchanan), Gena Rowlands (Myrtle Wilson), Frederick Worlock (Middle-aged Man)

## The Cage
- Diretto da:
- Scritto da:

### Trama
- Interpreti: Robert Montgomery (se stesso - presentatore), Sam Gray (Jan Lootens), Svea Grunfeld (Hilda Narden), Christopher Hewett (maggiore Sanders), Colin Keith-Johnston (colonnello Townes), Bruno Wick (Henrick Roosendaal)

## The Drifter
- Diretto da:
- Scritto da:

### Trama
- Interpreti: Robert Montgomery (se stesso - presentatore), Sally Gracie (Mercedes McCall), Philip Kenneally (Bruce Wyman), Ed Lattimer (Trayford), Jack Manning (Caswell), Coe Norton (Margeson), Zachary Scott (Owen Gilroy), David White (Barney), William Windom

## Now or Never
- Diretto da:
- Scritto da:

### Trama
- Interpreti: Robert Montgomery (se stesso - presentatore), Dorothy Blackburn (Mrs. Brownley), Barbara Britton (Liz), Josephine Brown (Landlady), Keith Clark (Clay), Humphrey Davis (primo Conductor), Charles Drake (Jack), Joseph Leberman (secondo Conductor), James Millhollin (Hank)

## The Killer
- Diretto da:
- Scritto da:

### Trama
- Interpreti: Robert Montgomery (se stesso - presentatore), Luther Adler, Harry Bellaver, Jenny Egan, Jack Mullaney, Katherine Squire, Luis Van Rooten

## Second Chance
- Diretto da:
- Scritto da:

### Trama
- Interpreti: Robert Montgomery (se stesso - presentatore), George Gilbreth, Diana Hyland (Judy), Kenneth Konopka (Sam), Barry McGuire (Tom), George McIver (Doug), Ruth Saville (Lol), Jimsey Somers (Ellen)

## There's No Need to Shout
- Diretto da:
- Scritto da:

### Trama
- Interpreti: Robert Montgomery (se stesso - presentatore), William A. Lee, Nancy Malone, Mark Roberts, Eric Sinclair

## Towhead
- Diretto da:
- Scritto da:

### Trama
- Interpreti: Robert Montgomery (se stesso - presentatore), Thomas Coley, Charles Drake (Ivan), Audra Lindley (Maggie), Deirdre Owens (Miss Evans), Glenn Walken (Towhead)

## The Fourth of July
- Diretto da:
- Scritto da:

### Trama
- Interpreti: Robert Montgomery (se stesso - presentatore), Charles Drake, Svea Grunfeld, House Jameson, Carlos Montalbán, Gale Page, Eric Sinclair, Luis Van Rooten

## The Paper Hero
- Diretto da:
- Scritto da:

### Trama
- Interpreti: Robert Montgomery (se stesso - presentatore), Dorothy Blackburn, Elizabeth Eustis, John Gibson, House Jameson, Gwen Van Dam

## The Diamond Curtain
- Diretto da:
- Scritto da:

### Trama
- Interpreti: Robert Montgomery (se stesso - presentatore), Dorothy Blackburn, Augusta Dabney, Charles Drake, House Jameson

## Decision by Morning
- Diretto da:
- Scritto da:

### Trama
- Interpreti: Robert Montgomery (se stesso - presentatore), Dorothy Blackburn, Augusta Dabney, Charles Drake, House Jameson, Eric Sinclair

## A Slightly Important Man
- Diretto da:
- Scritto da:

### Trama
- Interpreti: Robert Montgomery (se stesso - presentatore), Augusta Dabney, House Jameson, Eric Sinclair

## Uncle Snowball
- Diretto da:
- Scritto da:

### Trama
- Interpreti: Robert Montgomery (se stesso - presentatore), Dorothy Blackburn, Nellie Burt (Sarah), Augusta Dabney (Constance Warburton), Charles Drake (Billy Gordon), House Jameson (Graham Colby), Rosemary Prinz (Janet Colby), Viola Roache (Mrs. Colby), Eric Sinclair (Matthew Anderson)

## Late Love
- Diretto da:
- Scritto da:

### Trama
- Interpreti: Robert Montgomery (se stesso - presentatore), Dorothy Blackburn, Augusta Dabney, Charles Drake, House Jameson, Bibi Osterwald (Rosie), Eric Sinclair

## Rosie
- Diretto da:
- Scritto da:

### Trama
- Interpreti: Robert Montgomery (se stesso - presentatore), Carlos Montalbán, Bibi Osterwald, Eric Sinclair

## The Return of Johnny Burro
- Diretto da:
- Scritto da:

### Trama
- Interpreti: Robert Montgomery (se stesso - presentatore), Jay Barney, Dorothy Blackburn, Wyatt Cooper (Mr. Cooke), Augusta Dabney (Allie), Charles Drake (Lew), House Jameson (George), Bill Johnstone (Russell), Ken Renard, Eric Sinclair (Johnny)

## My Dear Emily
- Diretto da:
- Scritto da:

### Trama
- Interpreti: Robert Montgomery (se stesso - presentatore), Dorothy Blackburn, Augusta Dabney, Charles Drake, House Jameson, Eric Sinclair